# نشان‌گذاری ایزوتوپی

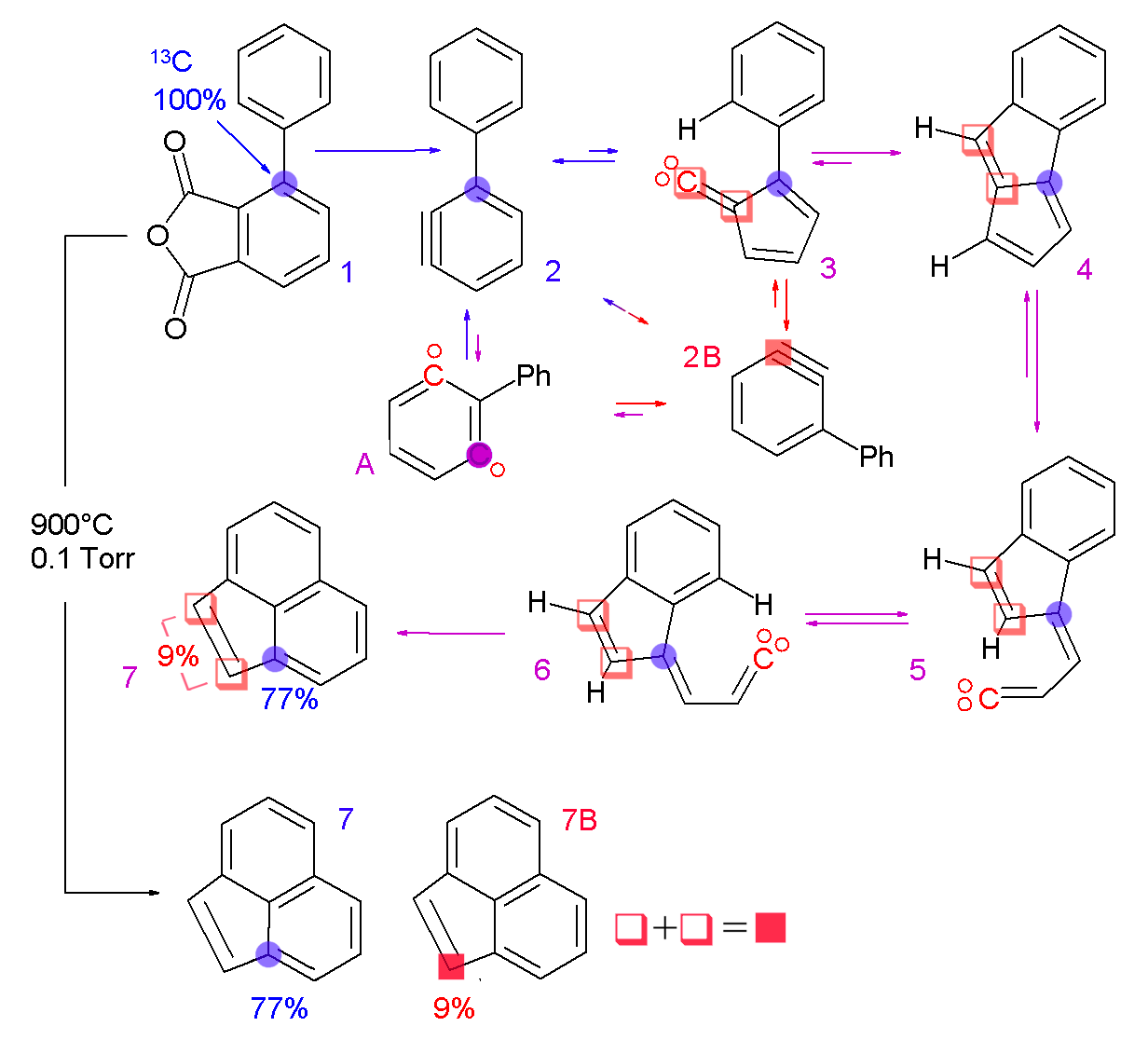
استفاده از ایزوتوپ کربن-۱۳ جهت شناسایی سازوکار یک واکنش شیمیایی آلی

برچسب‌گذاری ایزوتوپی (انگلیسی: Isotopic labeling) روشی علمی در مطالعه واکنش‌ها و متابولیزم‌ها است که در آن با ردیابی یک ایزوتوپ مشخص در مولکول‌های ماده و تعقیب سیر تحول آن در فراورده‌ها، سازوکار واکنش شناسایی می‌شود. در این روش ممکن است هم از ایزوتوپ‌های پرتوزا و هم از ایزوتوپ‌های پایدار استفاده شود.